# Marie-Geneviève Bouliard
Marie Bouliard, född 1763, död 1825, var en fransk konstnär. 
Hon är främst känd för sina porträtt. 
Hon är representerad på Nationalmuseum i Stockholm. 